# Liliane Gaudet
Liliane Gaudet est une actrice française née le 25 avril 1930 à Vincennes et morte le 16 novembre 2003 au Kremlin-Bicêtre, spécialisée notamment dans le doublage.

## Biographie
Elle est inhumée au cimetière Condé de Saint-Maur-des-Fossés (Val-de-Marne).

## Filmographie

### Cinéma
- 1964 : Relaxe-toi chérie de Jean Boyer : Christiane
- 1972 : L'Œuf de Jean Herman : Mme Raffard
- 1972 : Les Caïds de Robert Enrico
- 1974 : Juliette et Juliette de Remo Forlani
- 1975 : Aloïse de Liliane de Kermadec
- 1978 : La Part du feu de Étienne Périer : Madame de Wallier
- 1978 : Le Dossier 51 de Michel Deville : Simone Derelle
- 1980 : Mon oncle d'Amérique de Alain Resnais : Mme Arnal
- 1983 : Un jeu brutal de Jean-Claude Brisseau : la dame de compagnie

### Télévision
- 1961 : L'Éventail de Lady Windermere, téléfilm de François Gir : Lady Plymdale
- 1964 : Les Cinq Dernières Minutes, épisode  Sans fleurs, ni couronnes de Claude Loursais : La secrétaire
- 1964 : Commandant X - épisode : Le Dossier Saint Mathieu de Jean-Paul Carrère
- 1965 : Les Facéties du sapeur Camember - (série TV)
- 1966 : Un mois à la campagne, téléfilm de André Barsacq : Lisaveta Bogdanova
- 1966 : Les Dossiers de Jérôme Randax - épisode : Pola de Jean-Paul Carrère : La première ouvreuse
- 1967 : La Marseillaise de Rude, téléfilm de Alain Boudet
- 1967 : Souffle de minuit, téléfilm de André Fey : Mme Scott
- 1968 : L'Homme du Picardie - (série TV)
- 1968-1981 : Au théâtre ce soir au Théâtre Marigny :
  - 1981 : Le Traité d'Auteuil de Louis Verneuil, mise en scène Robert Manuel, réalisation Pierre Sabbagh - Mme Marsay
  - 1973 : Le Complexe de Philémon de Jean Bernard-Luc, mise en scène René Clermont, réalisation Georges Folgoas - Mlle Pelousco
  - 1968 : Baby Hamilton de Maurice Braddell et Anita Hart, mise en scène Christian-Gérard, réalisation Pierre Sabbagh - Sarah
  - 1968 : Le Système Deux de Georges Neveux, mise en scène René Clermont, réalisation Pierre Sabbagh - Mme Tournus
  - 1968 : La Duchesse d'Algues de Peter Blackmore, mise en scène Robert Manuel, réalisation Pierre Sabbagh - Cary
- 1971 : Des yeux, par milliers, braqués sur nous, téléfilm de Alain Boudet : L'amie
- 1971 : Madame êtes-vous libre ? (série TV)
- 1973 : Les Messieurs de Saint-Roy (série TV) : Cécile Calambre
- 1973 : L'Éducation sentimentale (mini-série TV) : Mme de Larsillois
- 1973 : Poker d'As (série TV) : l'infirmière de la clinique
- 1973 : On l'appelait Tamerlan, téléfilm de Jacques Trébouta : Mme Barrois
- 1974 : Entre toutes les femmes, téléfilm de Maurice Cazeneuve : Mme Tauzin
- 1975 : Les Grands Détectives - épisode : Monsieur Lecocq de Jean Herman : Mme Milner
- 1976 : Commissaire Moulin - épisode : Ricochets de Alain Dhénaut : Marthe
- 1979 : Cinéma 16 - téléfilm : L'Œil du sorcier  de Alain Dhénaut : Mme Tabourdet
- 1980 : Histoires étranges - épisode : La morte amoureuse de Peter Kassovitz : la concierge
- 1981 : Les Deux Orphelines, téléfilm de Gérard Thomas : La Frochard
- 1989 : Une clef pour deux, téléfilm de Luc Godevais : Magda
- 1989 : Le Grand Secret  (mini-série)

## Doublage

### Films
- Judi Dench dans :
  - GoldenEye (1995) : M
  - Demain ne meurt jamais (1997) : M
  - Le monde ne suffit pas (1999) : M
- Mary Wickes dans :
  - Sister Act (1992) : Sœur Marie-Lazarus
  - Sister Act, acte 2 (1993) : Sœur Marie-Lazarus

- 1975 : Apocalypse 2024 : Mez Smith (Helene Winston)
- 1985 : La Rose pourpre du Caire : une spectatrice (Helen Hanft)
- 1987 : Les Sorcières d'Eastwick : Mme Biddie (Helen Lloyd Breed)
- 1987 : Police Academy 4 : La poétesse (Kay Hawtrey)
- 1990 : Total Recall : La grosse dame (Priscilla Allen)
- 1991 : La Famille Addams : Abigail Craven et Dr Greta Pinder-Schloss (Elizabeth Wilson)
- 1991 : Dans la peau d'une blonde : Mae (Yvette Freeman)
- 1991 : Y a-t-il un flic pour sauver le président ? : le commissaire Brumford (Jaqueline Brooks)
- 1992 : Face à face : Madame le maire (Rebecca Toolan (en))
- 1993 : Madame Doubtfire : la secrétaire de M. Lundy (Adele Proom)
- 1993 : Made in America : Alberta (Peggy Rea)
- 1993 : Un jour sans fin : la femme de Felix (Brenda Pickleman)
- 1993 : Les Quatre Dinosaures et le Cirque magique : Dr Babil (Julia Child)
- 1993 : La Firme : Nina Huff (Margo Martindale)
- 1993 : Chute libre : la mère de William Foster (Lois Smith)
- 1994 : La Maison aux esprits : Pancha Garcia (Sarita Choudhury)
- 1994 : Entretien avec un vampire : la dame dans le square (Jeanette Kontomitras)
- 1994 : Le Journal : Anna (Bobo Lewis)
- 1995 : Sabrina : Maude Larrabee (Nancy Marchand)
- 1995 : Halloween 6 : Mme Blankenship (Janice Knickrehm)
- 1996 : Space Jam : la voyante (Linda Lutz)
- 1998 : Mulan : la marieuse (Miriam Margolyes)
- 1999 : Just Married (ou presque) : Mme Whittenmmeyer (Lee McKenna)

### Séries télévisées
- 1974 : Columbo : Frances Galesko (Antoinette Bower)
- 1979-1985 : Shérif, fais-moi peur : Lulu Hogg (Peggy Rea)
- 1985-1992 : Les Craquantes : Dorothée Zbornak (Beatrice Arthur)
- 1986 : Dona Beija : Augusta (Marilu Bueno)
- 1986-1987 : Le Magicien : Tillie Russell (Fran Ryan)
- 1993-1994 : Hercule Poirot : Lady Willard et Julia (Anna Cropper)
- 1994-2001 : Les Anges du bonheur : Tess (Della Reese)

#### Séries d'animation
- 1988 : Le Petit Lord (2 épisodes)
- 1993-1998 : Animaniacs : la compagne de Gratésnif et la passante blonde (2 épisodes)
- 1996 : Princesse Shéhérazade : la reine-mère (1 épisode)
- 1998 : Fifi Brindacier : Laeticia Paradis

## Théâtre
- 1958 : L'Invitation au château de Jean Anouilh, mise en scène d'André Barsacq
- 1959 : Romanoff et Juliette de Peter Ustinov, mise en scène de Jean-Pierre Grenier
- 1962 : Château en Suède de Françoise Sagan, mise en scène d'André Barsacq
- 1963 : Le Complexe de Philémon de Jean Bernard-Luc, mise en scène de Christian-Gérard, rôle de Mlle Pelousco
- 1965 : Un mois à la campagne d'Ivan Tourgueniev, mise en scène d'André Barsacq
- 1984 : La fille sur la banquette arrière (en) de Bernard Slade, mise en scène de Pierre Mondy
- 1988 : Une clé pour deux de Dave Freeman adaptée en français par Pol Quentin, mise en scène par John Chapman